# Lakki Marwat
Lakki Marwat – pakistańskie miasto w prowincji Chajber Pasztunchwa, w dystrykcie Lakki Marwat. Położone na wysokości 255 metrów nad powierzchnią morza.

## Zamach samobójczy w Szah Hassan Chan
1 stycznia 2010 roku w oddalonej o około 30 km wiosce Szah Hassan Chan, podczas maczu siatkówki, doszło do zamachu samobójczego. Sprawca wjechał w tłum gapiów obserwujących mecz siatkarski, a następnie wysadził w powietrze wyładowany materiałami wybuchowymi samochód. Początkowo informowano o około 70 osobach zabitych i dwukrotnie większej liczbie rannych. Ze względu na brak pomocy lekarskiej we wsi, rannych transportowano do Lakki Marwat. Ostatecznie liczba ofiar śmiertelnych wzrosła do 99.